# Seidelmühle
Seidelmühle ist ein Gemeindeteil der Gemeinde Emtmannsberg im Landkreis Bayreuth (Oberfranken, Bayern). Seidelmühle liegt in der Gemarkung Birk.

## Lage
Die Einöde liegt am Bieberswöhrbach, der unmittelbar nördlich als linker Zufluss in den Laimbach mündet. Die Kreisstraße BT 17 führt nach Unterölschnitz (0,5 km nordwestlich) bzw. zur Staatsstraße 2184 (2,7 km südlich).

## Geschichte
Gegen Ende des 18. Jahrhunderts gehörte Seidelmühle zur Realgemeinde Unterölschnitz. Die Hochgerichtsbarkeit stand dem bayreuthischen Stadtvogteiamt Creußen zu. Grundherr der Mühle war das Hofkastenamt Bayreuth.
Von 1797 bis 1810 unterstand der Ort dem Justiz- und Kammeramt Pegnitz. Nachdem im Jahr 1810 das Königreich Bayern das Fürstentum Bayreuth käuflich erworben hatte, wurde Seidelmühle bayerisch. Infolge des Ersten Gemeindeedikts wurde Seidelmühle 1812 dem Steuerdistrikt Birk und der Ruralgemeinde Birk zugewiesen. 1871 beantragten Linhardshaus, Oberölschnitz, Reuthaus, Seidelmühle, Unterölschnitz die Umgemeindung nach Hauendorf, was jedoch nicht genehmigt wurde. Im Rahmen der Gebietsreform in Bayern wurde Seidelmühle am 1. Mai 1978 in die Gemeinde Emtmannsberg eingegliedert.